# Pavel Kuka
Pavel Kuka   (Praga, 19 de juliol de 1968) és un exfutbolista txec de la dècada de 1990.
Fou 63 cops internacional amb la selecció txeca i 24 cops més amb la de Txecoslovàquia.
Pel que fa a clubs, defensà els colors de Slavia Praha, 1. FC Kaiserslautern (1994-98), 1. FC Nürnberg (1998-99), i VfB Stuttgart (1999-2000).
Militant al 1. FC Kaiserslautern va guanyar la Lliga alemanya de futbol (1997-98) i el DFB-Pokal (1995-96).